# Château de Montchaude
Le château de Montchaude est un château renaissance très remanié au XIXe siècle situé à Montmérac en Charente.

## Historique
La terre de Montchaude a appartenu à des seigneurs de la maison de Barbezieux. Arnaud de Montchaude est cité dans le cartulaire de Baignes vers 1075, et Hugues de Montchaude donne pour dot Vibrac à sa fille Jovide vers 1350.
Il a ensuite appartenu aux Mareuil, aux Bouchard d'Aubeterre puis aux Saint-Gelais de Lusignan.
Pour certains, le château a été construit sur une base plus ancienne au milieu du XVIe siècle par Emery Bouchard d'Aubeterre (entre 1550 et 1560), pour d'autres à la fin du XVIe siècle, pour les Saint-Gelais, peut-être par le même architecte que le château de La Rochefoucauld, Antoine Fontan,. Il était alors entouré de douves.
Les Saint-Gelais ont gardé Montchaude de 1576 à 1732 date de la mort de Jean de Saint-Gelais qui a deux filles : Henriette et Marie Henriette qui transmettront le château aux familles Gourdon de Genouillac et aux De Crevant. Selon certains, Hélie de Céris ayant épousé Jehanne de Saint-Gelais en serait devenu propriétaire,. Il passe en plusieurs mains par héritage et par vente (Verdeau, Constantin, Arnous, Guiet-Thomas, Banasiak).
Louis-Eugène Arnous, député bonapartiste de Barbezieux, l'achète en 1889 et entreprend un important remaniement sous la direction des architectes Édouard Warin, puis de Raymond Barbaud.
Le château est acheté en 1986 par Fahd bin Mahmoud al Said, vice premier ministre du Sultanat d'Oman et cousin direct de S.M Qabus ibn Saïd, sultan d'Oman, qui lui a redonné un certain lustre par une restauration qui dura plus de dix ans ; il y a séjourné en famille, les mois d'été, durant plusieurs années. Le château est racheté le 15 juillet 2013 par un jeune couple de Canadiens. Une semaine après, il est partiellement détruit par un incendie. La partie endommagée du château a été restaurée entre 2014 et 2015 par l'atelier d'architecture bordelais Brachard de Tourdonnet.

## Architecture
Le château formé d'un corps de logis flanqué de deux pavillons comporte un étage et un étage de combles coiffé d'un toit d'ardoises à longs pans brisés, rehaussé au XIXe siècle.
Ses lucarnes sont très ornées de motifs floraux, d'arabesques et de blasons,.
Il possède une terrasse et se trouve entouré du jardin et du parc. Une grosse fuie ronde est à l'écart du château.

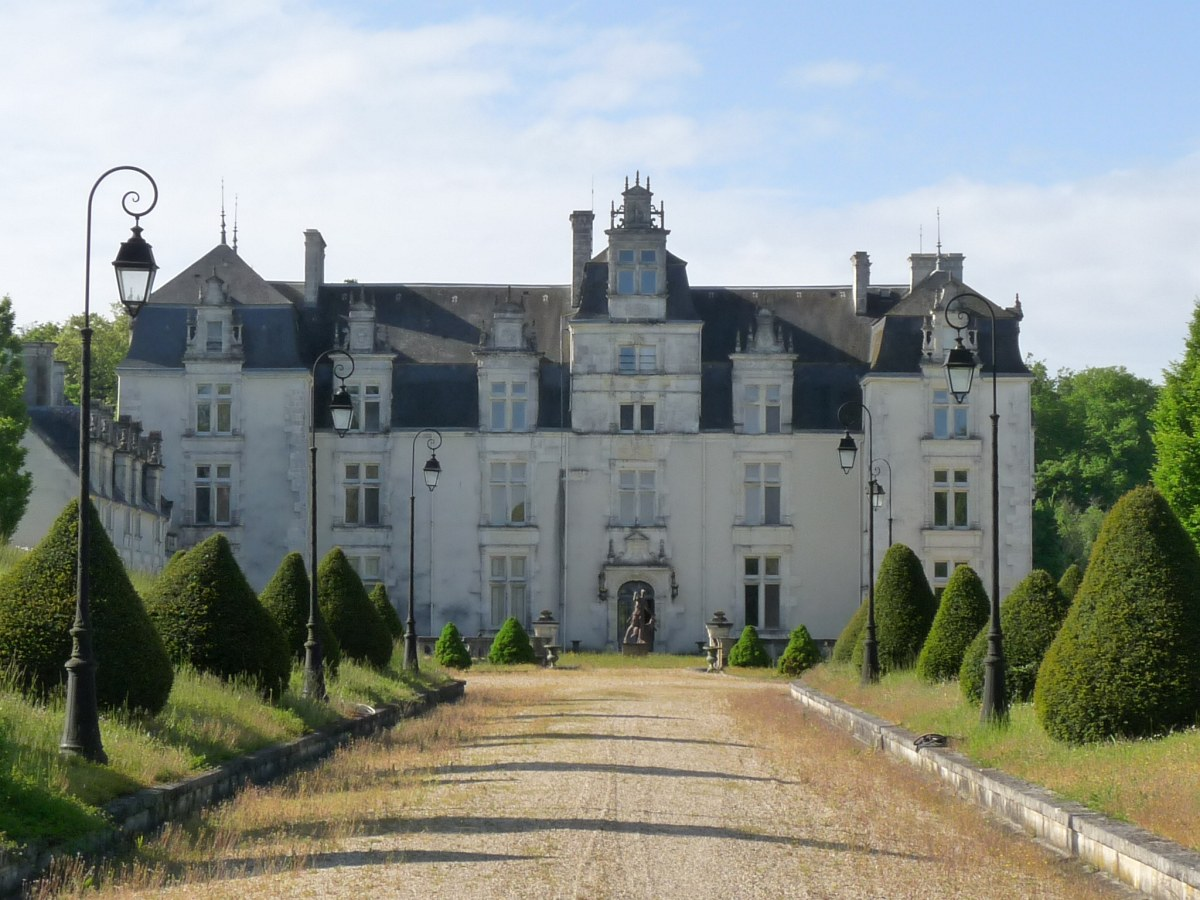
La façade principale, vue du nord
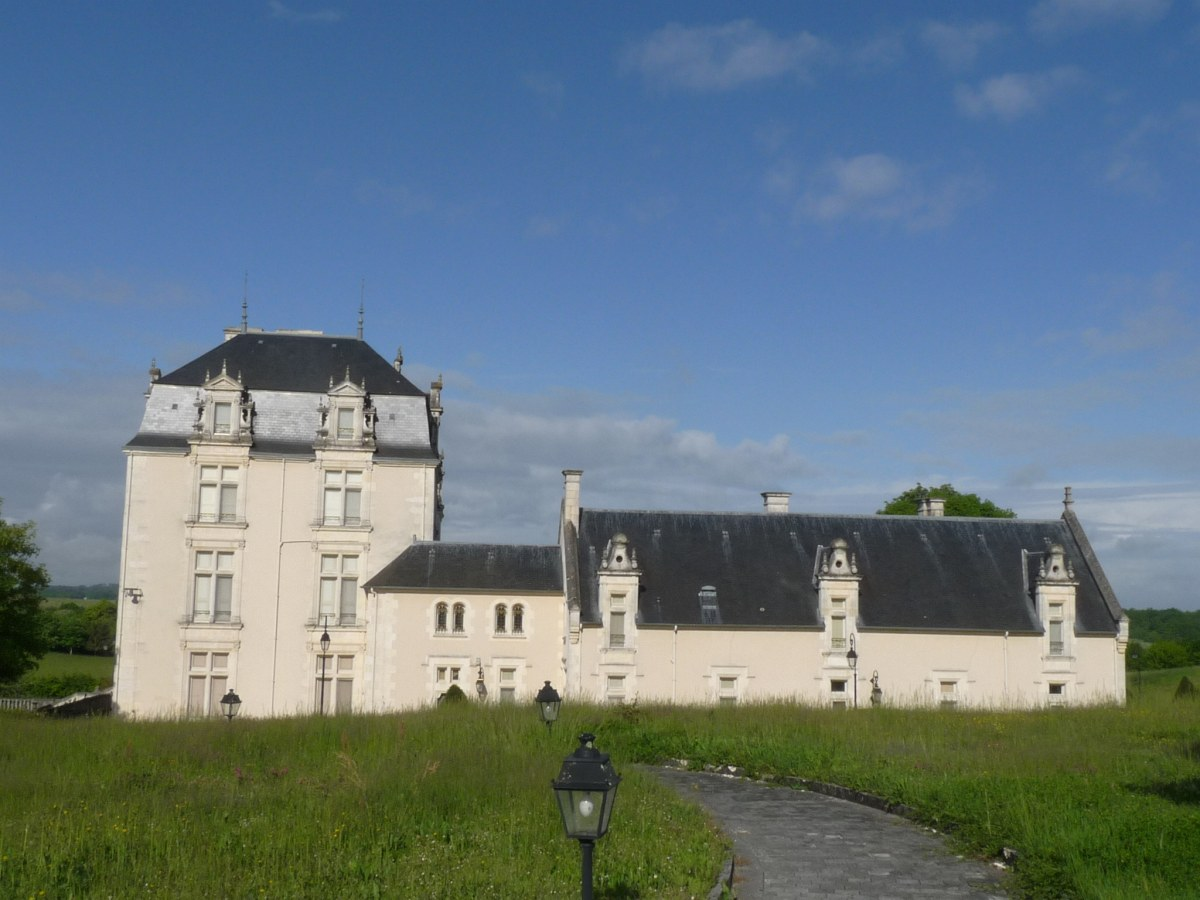
Vue latérale orientale
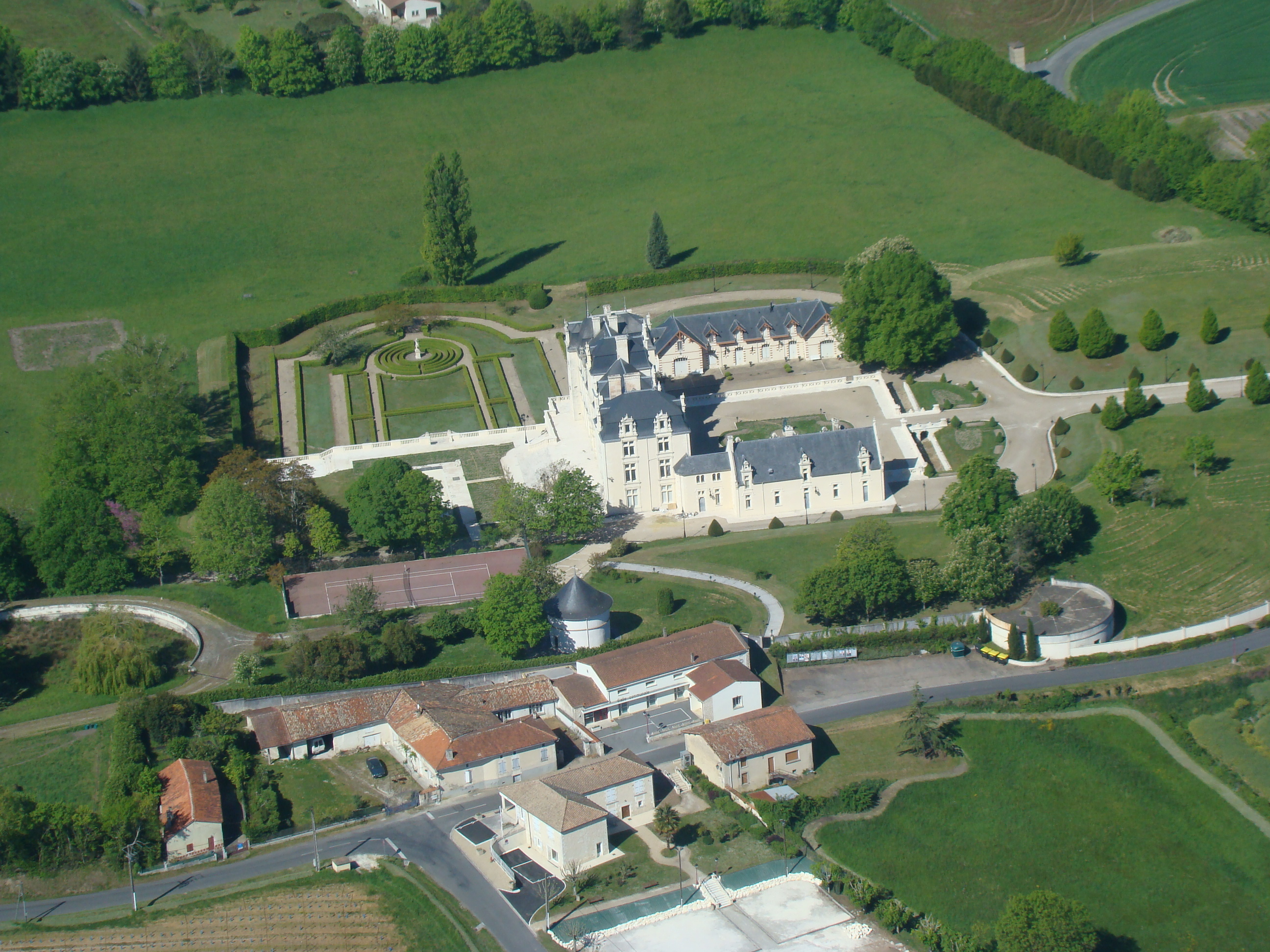
Vue aérienne
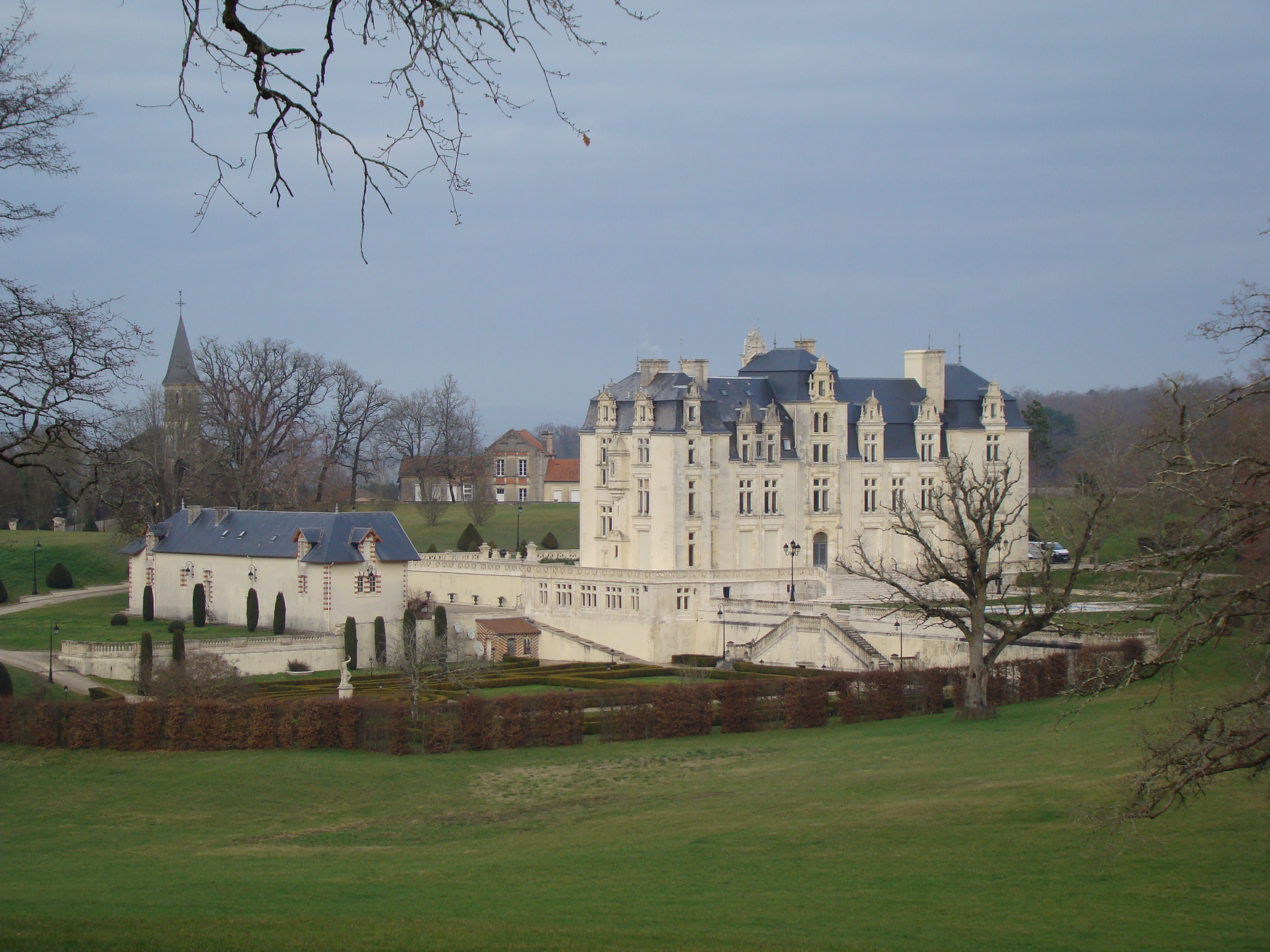
Vue du parc
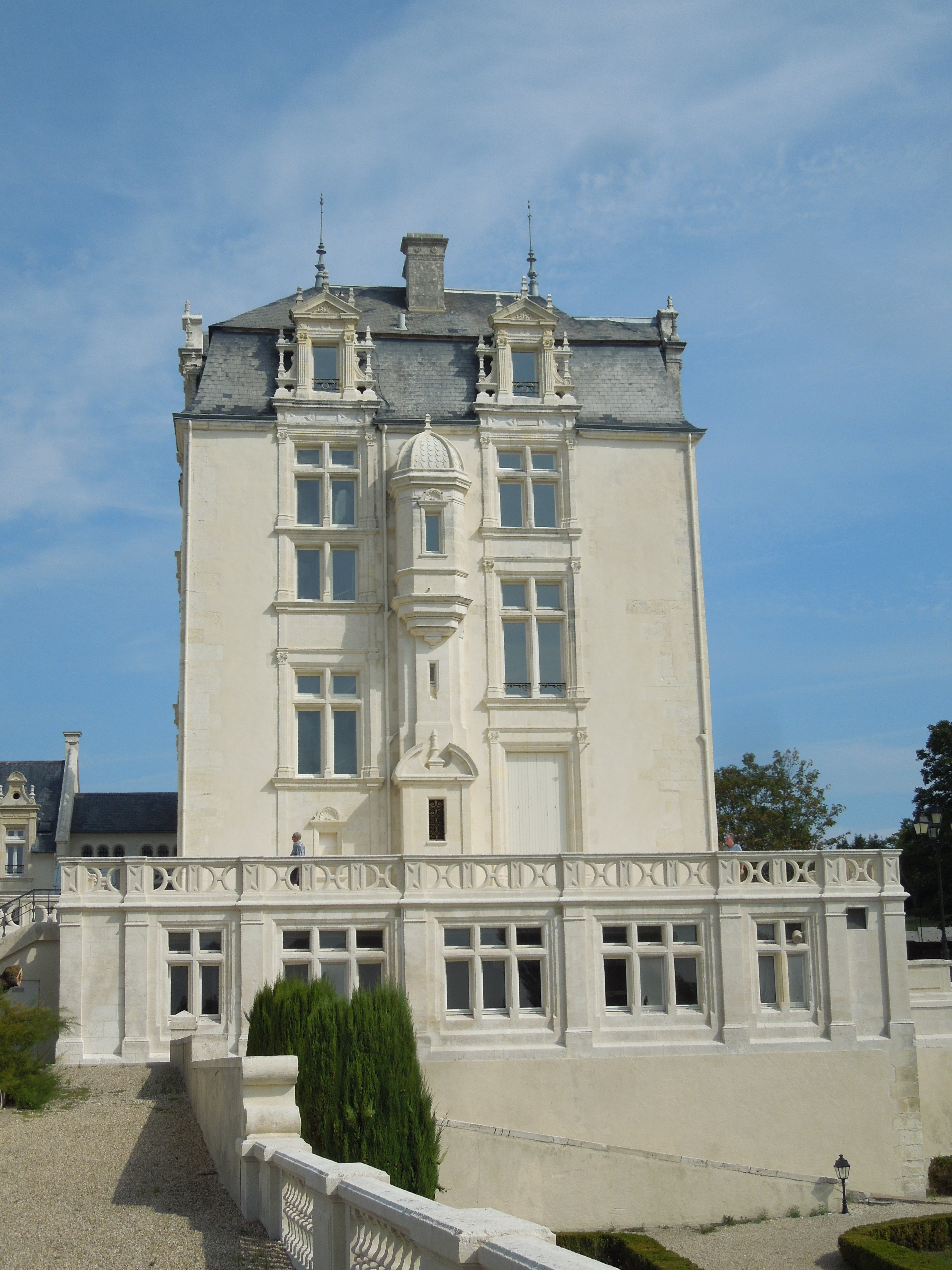
Corps de logis, côté ouest